# Vaderlandsliefde

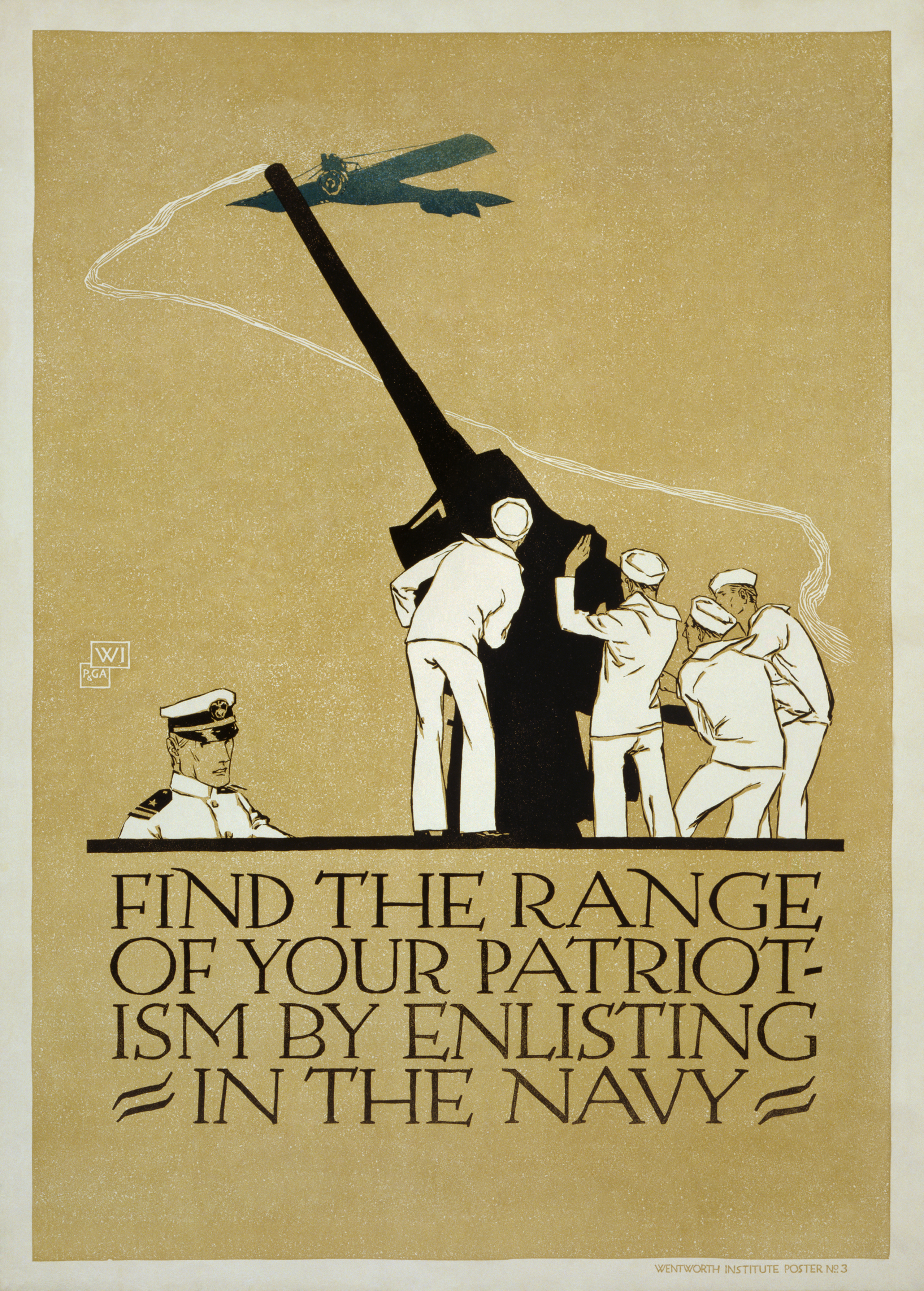
Bij het recruiteren voor het leger wordt vaak een beroep gedaan op vaderlandsliefde. Deze Amerikaanse poster dateert uit 1918.

Vaderlandsliefde of patriottisme is een gevoel van trots op (bepaalde aspecten van) het land van herkomst of (mocht er emigratie plaatsvinden) land waarin een persoon woonachtig is. Vaderlandsliefde wordt aangewakkerd bij bezetting van een land door een vreemde mogendheid. Zij wordt in de regel niet als negatief ervaren, maar verwante begrippen als 'nationalisme' en 'chauvinisme' wel. Vaderlandsliefde in de niet-extremistische vorm kan probleemloos samengaan met respect voor (burgers van) andere landen en autonome gebieden, omdat ook hun patriottisme binnen hun geografische grenzen wordt erkend en geaccepteerd.